# Licious people
Licious People er en popgruppe, bestående af Marcel Mark Gbekle, der er kendt fra sin medvirken i tv-programmet X-factor og som medlem af gruppen Alien Beat Club (ABC), og rapperen Tobias Askevig Pedersen, bedre kendt som Toby. Musikken er mest pop, men er også meget inspireret af R&B og HipHop. Marcel har mange års erfaring indenfor musik. Han har deltaget i mange kor-projekter
Både Marcel og Toby kommer fra provinsbyen Stenlille der ligger i nærheden af Sorø.
LiciousPeople arbejder sammen med producer teamet ZACHO&FRIENDS.

## Diskografi

### Singler
- 2010: Den Jeg Er
- 2012: Jonathan 2012 Feat. Morten Remar Back to Back
- 2012: 1001 Nat

| Musikgruppe | Spire Denne artikel om en dansk musikgruppe er en spire som bør udbygges. Du er velkommen til at hjælpe Wikipedia ved at udvide den. |